# Vir
 O Wikcionário possui a entrada {{{2}}}

Vir é um município (Općina) da Croácia localizado no condado de Zadar.